# 500 kilomètres de l'A1-Ring FIA GT 1998
Navigation
Édition précédente Édition suivante
Les 500 kilomètres de l'A1-Ring 1998 FIA GT (FIA GT Championship 500 km A1-Ring 1998) disputées le 20 septembre 1998 sur le circuit de l'A1-Ring, sont la huitième manche du championnat FIA GT 1998.

## Course

### Classement de la course
Classement à l'issue de la course (vainqueurs de catégorie en gras), :
| Pos.   | Catégorie | N° | Écurie                           | Pilotes                                               | Châssis                     | Pneus | Tours |
| Pos.   | Catégorie | N° | Écurie                           | Pilotes                                               | Moteur                      | Pneus | Tours |
| ------ | --------- | -- | -------------------------------- | ----------------------------------------------------- | --------------------------- | ----- | ----- |
| 1      | GT1       | 2  | AMG Mercedes                     | Klaus Ludwig Ricardo Zonta                            | Mercedes-Benz CLK LM        | B     | 116   |
| 1      | GT1       | 2  | AMG Mercedes                     | Klaus Ludwig Ricardo Zonta                            | Mercedes-Benz M119 6.0L V8  | B     | 116   |
| 2      | GT1       | 1  | AMG Mercedes                     | Bernd Schneider Mark Webber                           | Mercedes-Benz CLK LM        | B     | 116   |
| 2      | GT1       | 1  | AMG Mercedes                     | Bernd Schneider Mark Webber                           | Mercedes-Benz M119 6.0L V8  | B     | 116   |
| 3      | GT1       | 7  | Porsche AG                       | Yannick Dalmas Allan McNish                           | Porsche 911 GT1-98          | M     | 115   |
| 3      | GT1       | 7  | Porsche AG                       | Yannick Dalmas Allan McNish                           | Porsche 3.2L Turbo Flat-6   | M     | 115   |
| 4      | GT1       | 6  | Zakspeed Racing                  | Michael Bartels Max Angelelli                         | Porsche 911 GT1-98          | P     | 115   |
| 4      | GT1       | 6  | Zakspeed Racing                  | Michael Bartels Max Angelelli                         | Porsche 3.2L Turbo Flat-6   | P     | 115   |
| 5      | GT1       | 12 | Team Persson Motorsport          | Jean-Marc Gounon Marcel Tiemann                       | Mercedes-Benz CLK GTR       | B     | 115   |
| 5      | GT1       | 12 | Team Persson Motorsport          | Jean-Marc Gounon Marcel Tiemann                       | Mercedes-Benz M120 6.0L V12 | B     | 115   |
| 6      | GT1       | 15 | Davidoff Classic GTC Competition | Geoff Lees Thomas Bscher                              | McLaren F1 GTR              | G     | 112   |
| 6      | GT1       | 15 | Davidoff Classic GTC Competition | Geoff Lees Thomas Bscher                              | BMW S70 6.0L V12            | G     | 112   |
| 7      | GT1       | 3  | DAMS                             | Christophe Tinseau Franck Lagorce                     | Panoz GTR-1                 | M     | 109   |
| 7      | GT1       | 3  | DAMS                             | Christophe Tinseau Franck Lagorce                     | Ford (Roush) 6.0L V8        | M     | 109   |
| 8      | GT2       | 52 | Viper Team Oreca                 | Karl Wendlinger Justin Bell                           | Chrysler Viper GTS-R        | M     | 106   |
| 8      | GT2       | 52 | Viper Team Oreca                 | Karl Wendlinger Justin Bell                           | Chrysler 8.0L V10           | M     | 106   |
| 9      | GT2       | 51 | Viper Team Oreca                 | Olivier Beretta Pedro Lamy                            | Chrysler Viper GTS-R        | M     | 106   |
| 9      | GT2       | 51 | Viper Team Oreca                 | Olivier Beretta Pedro Lamy                            | Chrysler 8.0L V10           | M     | 106   |
| 10     | GT2       | 66 | Konrad Motorsport                | Altfrid Heger Franz Konrad                            | Porsche 911 GT2             | D     | 105   |
| 10     | GT2       | 66 | Konrad Motorsport                | Altfrid Heger Franz Konrad                            | Porsche 3.6L Turbo Flat-6   | D     | 105   |
| 11     | GT1       | 8  | Porsche AG                       | Jörg Müller Uwe Alzen                                 | Porsche 911 GT1-98          | M     | 105   |
| 11     | GT1       | 8  | Porsche AG                       | Jörg Müller Uwe Alzen                                 | Porsche 3.2L Turbo Flat-6   | M     | 105   |
| 12     | GT2       | 81 | Freisinger Motorsport            | Wolfgang Kaufmann Michel Ligonnet                     | Porsche 911 GT2             | ?     | 104   |
| 12     | GT2       | 81 | Freisinger Motorsport            | Wolfgang Kaufmann Michel Ligonnet                     | Porsche 3.6L Turbo Flat-6   | ?     | 104   |
| 13     | GT2       | 63 | Krauss Race Sports International | Michael Trunk Bernhard Müller                         | Porsche 911 GT2             | D     | 104   |
| 13     | GT2       | 63 | Krauss Race Sports International | Michael Trunk Bernhard Müller                         | Porsche 3.6L Turbo Flat-6   | D     | 104   |
| 14     | GT2       | 58 | Roock Sportsystem                | André Ahrlé Sascha Maassen                            | Porsche 911 GT2             | Y     | 104   |
| 14     | GT2       | 58 | Roock Sportsystem                | André Ahrlé Sascha Maassen                            | Porsche 3.6L Turbo Flat-6   | Y     | 104   |
| 15     | GT2       | 65 | Konrad Motorsport                | Martin Stretton Toni Seiler                           | Porsche 911 GT2             | D     | 103   |
| 15     | GT2       | 65 | Konrad Motorsport                | Martin Stretton Toni Seiler                           | Porsche 3.6L Turbo Flat-6   | D     | 103   |
| 16     | GT2       | 60 | Elf Haberthur Racing             | Michel Neugarten Gerd Ruch Marco Spinelli             | Porsche 911 GT2             | G     | 103   |
| 16     | GT2       | 60 | Elf Haberthur Racing             | Michel Neugarten Gerd Ruch Marco Spinelli             | Porsche 3.6L Turbo Flat-6   | G     | 103   |
| 17     | GT2       | 57 | Roock Racing                     | Bruno Eichmann Mike Hezemans                          | Porsche 911 GT2             | Y     | 103   |
| 17     | GT2       | 57 | Roock Racing                     | Bruno Eichmann Mike Hezemans                          | Porsche 3.6L Turbo Flat-6   | Y     | 103   |
| 18     | GT2       | 79 | RWS                              | Günther Blieninger Hans-Jörg Hofer Raffaele Sangiuolo | Porsche 911 GT2             | ?     | 100   |
| 18     | GT2       | 79 | RWS                              | Günther Blieninger Hans-Jörg Hofer Raffaele Sangiuolo | Porsche 3.6L Turbo Flat-6   | ?     | 100   |
| 19     | GT2       | 61 | Elf Haberthur Racing             | Bruno Lambert Mauro Casadei Karl Baron                | Porsche 911 GT2             | G     | 99    |
| 19     | GT2       | 61 | Elf Haberthur Racing             | Bruno Lambert Mauro Casadei Karl Baron                | Porsche 3.6L Turbo Flat-6   | G     | 99    |
| 20     | GT2       | 96 | Proton Competition               | Horst Felbermayr, Sr. Horst Felbermayr, Jr.           | Porsche 911 GT2             | P     | 97    |
| 20     | GT2       | 96 | Proton Competition               | Horst Felbermayr, Sr. Horst Felbermayr, Jr.           | Porsche 3.6L Turbo Flat-6   | P     | 97    |
| 21     | GT1       | 5  | Zakspeed Racing                  | Armin Hahne Andreas Scheld                            | Porsche 911 GT1-98          | P     | 97    |
| 21     | GT1       | 5  | Zakspeed Racing                  | Armin Hahne Andreas Scheld                            | Porsche 3.2L Turbo Flat-6   | P     | 97    |
| 22     | GT2       | 56 | Roock Racing                     | Claudia Hürtgen Stéphane Ortelli                      | Porsche 911 GT2             | Y     | 89    |
| 22     | GT2       | 56 | Roock Racing                     | Claudia Hürtgen Stéphane Ortelli                      | Porsche 3.6L Turbo Flat-6   | Y     | 89    |
| 23     | GT1       | 11 | Team Persson Motorsport          | Christophe Bouchut Bernd Mayländer                    | Mercedes-Benz CLK GTR       | B     | 86    |
| 23     | GT1       | 11 | Team Persson Motorsport          | Christophe Bouchut Bernd Mayländer                    | Mercedes-Benz M120 6.0L V12 | B     | 86    |
| 24 DNF | GT2       | 67 | Remus Racing                     | Wido Rössler Herbert Drexler                          | Porsche 911 GT2             | ?     | 56    |
| 24 DNF | GT2       | 67 | Remus Racing                     | Wido Rössler Herbert Drexler                          | Porsche 3.6L Turbo Flat-6   | ?     | 56    |
| 25 DNF | GT2       | 69 | Proton Competition               | Gerold Ried Patrick Vuillaume                         | Porsche 911 GT2             | P     | 50    |
| 25 DNF | GT2       | 69 | Proton Competition               | Gerold Ried Patrick Vuillaume                         | Porsche 3.6L Turbo Flat-6   | P     | 50    |
| 26 DNF | GT2       | 62 | Stadler Motorsport               | Axel Röhr Uwe Sick                                    | Porsche 911 GT2             | P     | 47    |
| 26 DNF | GT2       | 62 | Stadler Motorsport               | Axel Röhr Uwe Sick                                    | Porsche 3.6L Turbo Flat-6   | P     | 47    |
| 27 DNF | GT2       | 70 | Marcos Racing International      | Christian Vann Harald Becker Cor Euser                | Marcos LM600                | D     | 46    |
| 27 DNF | GT2       | 70 | Marcos Racing International      | Christian Vann Harald Becker Cor Euser                | Chevrolet 5.9L V8           | D     | 46    |
| 28 DNF | GT2       | 78 | Bovi Motorsport                  | Kálmán Bódis Ferenc Rátkai                            | Porsche 911 GT2             | ?     | 46    |
| 28 DNF | GT2       | 78 | Bovi Motorsport                  | Kálmán Bódis Ferenc Rátkai                            | Porsche 3.6L Turbo Flat-6   | ?     | 46    |
| 29 DNF | GT2       | 53 | Chamberlain Engineering          | Manfred Stohl Ni Amorim                               | Chrysler Viper GTS-R        | D     | 11    |
| 29 DNF | GT2       | 53 | Chamberlain Engineering          | Manfred Stohl Ni Amorim                               | Chrysler 8.0L V10           | D     | 11    |
| 30 DNF | GT2       | 76 | Seikel Motorsport                | Ernst Palmberger Gerhard Marchner Manfred Jurasz      | Porsche 911 GT2             | P     | 3     |
| 30 DNF | GT2       | 76 | Seikel Motorsport                | Ernst Palmberger Gerhard Marchner Manfred Jurasz      | Porsche 3.6L Turbo Flat-6   | P     | 3     |